# Apatura nakula
Apatura nakula är en fjärilsart som beskrevs av Moore 1857. Apatura nakula ingår i släktet Apatura och familjen praktfjärilar. Inga underarter finns listade i Catalogue of Life.